# Västra Vrams pastorat
Västra Vrams pastorat var ett pastorat i Villands och Gärds kontrakt i Lunds stift i Kristianstads kommun i Skåne län. 
Pastoratet bildades 2006 och bestod av följande församlingar:
- Linderöds församling
- Västra och Östra Vrams församling
- Äsphults församling

Pastoratet upphörde 31 december 2021 när församlingarna slogs samman och pastoratet då ersattes med enförsamlingspastoratet Tollarps pastorat
Pastoratskod var 071711